# Carmina Burana
Carmina Burana (Latinski "Pjesme iz Beuerna" - Beuern je kraći oblik za Benediktbeuern) je ime dano rukopisu od 254 pjesme i dramskih tekstova koji potječu uglavnom iz 11. ili 12. st., iako ima onih koji potječu i iz 13. st. Sadržaj tih pjesama uglavnom je bestidnog karaktera, bez osobita poštovanja i satiričkog sadržaja. Tekstovi su napisani prvenstveno srednjovjekovnim latinskim, a neki  srednjo-visokim njemačkim. Usto, nešto pjesama ispisano je staro-francuskim ili provansalskim te makaronskim, odnosno mješavinom latinskog i njemačkog ili pučkim francuskim.
Tekstove su napisali studenti i kler kada je latinski idiom činio lingua francu uzduž Italije i zapadne Europe za putujuće studente, znanstvenike, sveučilišta te teologe. Većinu pjesama izgleda da su napisali Golijardi, kler (uglavnom studenti) koji su napadali i u šaljivom tonu kritizirali katoličku Crkvu. Kolekcija sadrži radove brojnih pjesnika, uključujući Petra od Bloisa, Waltera od Châtillona i anonimnog pjesnika, kojega nazivamo Arhipoetom.
Kolekcija je pronađena 1803. u benediktinskom samostanu u Benediktbeuernu, Bavarska, i sad je pohranjena u Bavarskoj državnoj Biblioteci u Münchenu. Zajedno s Carmina Cantabrigiensiom, Carmina Burana je najvažnija kolekcija vagabundskog pjesništva i najvažnija zbirka pjesništva koju su napisali Golijardi.
Rukopis reflektira jedan "internacionalni" europski pokret s obzirom na to da autori pjesama potječu iz Okcitanije, Francuske, Engleske, Škotske, Aragona, Kastilje i Svetog Rimskog Carstva.
Dvadeset i četiri pjesme iz Carmina Burana 1936. uglazbljuje njemački skladatelj Carl Orff. Njegova kompozicija ubrzo postaje vrlo popularna i temeljni komad klasičnog repertoara. Otvarajuća i zatvarajuća pjesma, O Fortuna, koristi se u mnogim filmovima.

## Rukopis
Carmina Burana (skraćeno CB) je rukopis napisan 1230., a napisala su ga dva različita pisara u ranogotičkoj minuskuli (mala slova; ono što bi danas nazvali pisanim slovima, što je u oprečnosti s majuskulom – velikim slovima, kapitala, kojom su pisali rimski pisci) na 119 listova na pergameni (načinjena od životinjske kože). U 14.st. određeni broj praznih listova, odrezanih na drugačiju veličinu od onih u rukopisu, pridodan je na kraju rukopisa. Rukom ispisane stranice tijekom kasnoga srednjega vijeka uvezene su u manji folder, nazvan Codex Buranus. Međutim, tijekom postupka uvezivanja stranica, tekst je smješten djelomično izvan reda čime su neke stranice vjerojatno izgubljene. Rukopis sadrži osam minijatura: kolo sreće (koja ustvari predstavlja ilustraciju za pjesmu CB 14-18, ali je tijekom uvezivanja smještena kao naslovnica), zamišljena šuma, zaljubljeni par, scene iz priče o Didoni i Eneji, scena ispijanja piva i tri scene s prikazima igre – kockanja, tabule i šaha.

## Povijest
Starija istraživanja pretpostavljala su da je rukopis bio napisan tamo gdje je i pronađen, u Benediktbeuernu. Danas, međutim, znanstvenici koji istražuju Carmina Burana imaju različite ideje glede mogućeg mjesta nastanka rukopisa. Prema dijalektu srednje-visokog njemačkog korištenog u rukopisu, dokazuje se da on vjerojatno potječe iz regije u centralnoj Europi gdje se govori bavarskim dijalektom njemačkog jezika. To bi ukazivalo da mjesto nastanka rukopisa mogu biti dijelovi južne Njemačke, zapadna Austrija i sjeverna Italija, a obzirom na talijanske osobitosti u tekstu, morao bi biti iz južnih regija. Predlažu se dvije moguće lokacije: biskupsko mjesto Seckau u Štajerskoj i samostan Neustift blizu Brixena (Bressanone) u južnom Tirolu.
Kao naznaka za prvu opciju, Seckau, ističe se biskup Heinrich, tamošnji provost (nadstojnik) od 1232. – 1243., spominje se kao nadstojnik u Mariji Saal u Koruškoj u CB 6 pridodanoj foliji. Moguće je da je on utemeljio kreaciju Carmina Burana. Marchiones (ljudi iz Štajerske) spominju se u CB 219,3 prije Bavaraca, Saksonaca ili Austrijanaca, ukazujući time na indikaciju da je Štajerska najbliža lokacija pisaca. Mnoge himne posvećene su Sv. Katarini od Aleksandrije, koja je bila štovana u Seckau, na primjer CB 12 i 19-22. 
Nadalje, u podršku teorije o Neustiftu kao mjestu nastanka Carmina Burana, dijelovi teksta su karakteristični stavovima pravila augustinskoga reda toga vremena, isto kao i što je sama kvaliteta pisanja. Također, Brixen je spomenut u CB 95, a uvod u priču jedinstven je za Tirol i nazvan Eckenlied. Riječ je o mitskom heroju Dietrichu od Berna koji se pojavljuje u CB 203a. 
Manje je jasno kako su Carmina Burana proputovale do Benediktbeuerna. Germanist Fritz Peter Knapp smatra da, ako je rukopis napisan u Neustiftu, mogao je tamo dospjeti 1350. putem obitelji Wittelsbacher, koji su bili Vögteri u Tirolu i Bavariji.  
Znameniti srednjovjekovni pjesnik i kompozitor bio je francuski filozof Petar Abelard (1079. – 1142.). Abelardov sin Astrolab imao je prebendanturu (nadarbinu; prihod od prebende) u samostanu Benediktbeuern čime postaje mogućim teorija po kojoj se Carmina Burana nalazila u osobnoj zbirci radova njegova oca.

## Teme
Općenito uzevši, radovi sadržani u Carmina Burana mogu se okvirno podijeliti na četiri grupe prema tematskom sadržaju:
1.	55 pjesama na temu morala i sprdnje (CB 1-55)
2.	131 ljubavna pjesma (CB 56-186)
3.	40 pjesama za društvo uz čašicu i igranje (CB 187-226)
4.	dva poduža duhovna teatralna komada (CB 227 i 228)
Spomenuti okvir, međutim, ima mnogo iznimaka. Primjerice, CB 122-134, koje su kategorizirane kao ljubavne pjesme, ustvari to nisu: one sadrže pjesme za žalovanje mrtvih, satiru, i dvije edukacijske naracije glede imena životinja.
Ostale teme koje se stalno ponavljaju su: kritika simonije i pohlepe unutar Crkve, koje, s dolaskom monetarne ekonomije u 12. st., ubrazno postaju jedna važna tema ponavljanja (CB 1-11, 39, 41-45); lamentacije u obliku naricaljki („planctus“), na primjer o padu i usponu ljudske sudbine (CB 14-18) ili o smrti (CB 122-131); himne slavljenja povratka proljeća (CB 132, 135, 137, 138, 161 i druge); „pastourelle“ o silovanju pastirica od strane viteza i studenata (CB 79, 90, 157-158); te opisi ljubavi kao vojničke dužnosti (CB 60, 62 i 166), mjesta opisana u Ovidijevim elegičnim pjesmama. Također, u Carmina Burana reproducirane su i imitirane Ovidijeve pjesme, a osobito njegove naglašene erotske elegije. Uz Ovidijeve reprodukcije, opisi seksualnog čina u rukopisu su otvoreni i ponekad agresivni. U Carmina Burana, na primjer, postoje opisi u prvom licu pripovjedača kako bi se opisao ljubavni čin s rimskom boginjom ljubavi, Venerom.

## Autori
Gotovo ništa nije nam poznato o autorima Carmina Burana. Samo se nekolicina pjesama s relativnom sigurnošću mogu pripisati određenim autorima, kao što su Hugh Primas od Orléansa († o.1160.), Arhipoeta († o.1165.), Walter od Châtillona († o.1201.) i Breton Petrus od Bloisa (†1201.). K tomu, pridodani folio sadrži njemačke strofe koje spominju specifične autore, čime postaje moguće dodatno odgonetavanje nekolicine autora: minesinger Dietmar od Aista († o.1170.), Heinrich od Morungena († o.1222.), Waltera von der Vogelweidea († o. 1228.) i Niedhart († o.1240.). Zanimljivo je istaknuti da mnoge pjesme inspiraciju pronalaze u radovima klasičnih autora poput Ovidija, Horacija, Juvenala i Auzonija. Na taj način autori Carmina Burana demonstriraju veliko poznavanje drevne mitologije, koju koriste kako bi obogatili svoje radove kroz metonimiju i alegorične reference. Usto, koriste i opise i scene iz Biblije. Ipak, većina pjesama (oko 2/3) po svojem sadržaju je originalna.

## Otkriće i povijest objavljivanja
Rukopis s pjesmama iz Carmina Burana vjerojatno je dugo vremena ležao skriven i zaboravljen u samostanskoj knjižnici u Benediktbeuernu. Tek s otvaranjem vratiju široj javnosti 1803., rukopis iste godine otkriva knjižničar Johann Christoph od Aretina. On zatim prebacuje rukopis u prostor koji danas znamo kao Bavarsku državnu biblioteku u Munichu. Zahvaljujući svojoj dugoj i kvalitetnoj praksi konzervatora, Aretin smatra Codex svojim osobnim materijalom za čitanje i piše prijatelju da je sretan što je otkrio „kolekciju pjesničke i prozne satire, koja je usmjerena protiv samoga pape“. Prvi dijelovi rukopisa koji će biti objavljeni bili su odabrani tekstovi na srednjo-visokom njemačkom, a 1806. objavljuje ih Aretinov kolega Bernhard Joseph Docen. Ostali dijelovi rukopisa napokon je objavio Jacob Grimm 1844. Prvo cjelokupno izdanje Carmina Burana objavljeno je 1847., gotovo 40 godina nakon Aretinova otkrića. Prvi kritički osvrt na Carmina Burana dali su 1930. Alfons Hilka i Otto Schumann, a njihov raspored i danas se koristi pri izdavanju Carmina Burana. Njih dvojica temeljili su svoje izdanje na prethodnim istraživanjima filologa Wilhelma Meyera. 

## Muzička notacija
Oko ¼ pjesama u Carmina Burana pridodana je muzička notacija koja koristi neume bez crtovlja, jedan arhaični sustav muzičke notacije. Međutim, moguće je odgonetnuti mnoge melodije koristeći njihovu usporedbu s melodijama zabilježenim modernijim neumama u drugim rukopisima napisanim u školama u Notre Damu i Saint Martialu. 